# Seznam protektorjev Evropske akademije znanosti in umetnosti
Seznam protektorjev Evropske akademije znanosti in umetnosti.

## Sedanji
- Juan Carlos de Borbón
- Jean de Luxembourg
- Heinz Fischer
- Princ Filip Belgijski
- Ivan Gašparovič

## Bivši
- Milan Kučan[navedi vir]
- Janez Drnovšek[navedi vir]